# Юромское сельское поселение
Юромское се́льское поселе́ние или муниципальное образование «Юромское» — упразднённое муниципальное образование со статусом сельского поселения в составе Лешуконского муниципального района Архангельской области.
Соответствует административно-территориальной единице в Лешуконском районе — Юромскому сельсовету и частично Нисогорскому сельсовету (с центром в д. Заручей, деревнями Заозерье, Шилява).
Административный центр — село Юрома.

## Географические данные
Нахождение: северная часть Лешуконского района. Крупнейшие реки поселения: Мезень, Юрома, Палуга.

## История
Муниципальное образование было образовано в 2006 году.

## Население
| 2010 | 2011 | 2012 | 2013 | 2014 | 2015 |
| ---- | ---- | ---- | ---- | ---- | ---- |
| 335  | ↘334 | ↘303 | ↘284 | ↘264 | ↘250 |
| 2016 | 2017 | 2018 | 2019 | 2020 | 2021 |
| →250 | ↘234 | ↘227 | ↘218 | ↘207 | ↘193 |

## Населённые пункты
В состав сельского поселения входят следующие населённые пункты:
| №  | Населённый пункт | Тип     | Население |
| -- | ---------------- | ------- | --------- |
| 1  | Бугава           | деревня | →0        |
| 2  | Заозерье         | деревня | ↘3        |
| 3  | Заручей          | деревня | →8        |
| 4  | Защелье          | деревня | ↗5        |
| 5  | Кеслома          | деревня | ↗56       |
| 6  | Некрасово        | деревня | →4        |
| 7  | Палуга           | деревня | ↗97       |
| 8  | Тиглява          | деревня | ↘2        |
| 9  | Усть-Нерманка    | деревня | →0        |
| 10 | Шилява           | деревня | ↘16       |
| 11 | Юрома            | село    | ↗198      |